# 東本之雄
東本 之雄（とうもと ゆきお、1938年10月10日 - ）は、岐阜県出身のプロ野球選手（内野手）。

## 来歴・人物
岐阜県で生まれ、多治見工業高等学校（現・岐阜県立多治見工業高等学校）で野球に打ち込み、遊撃手として頭角を現した。1957年、近鉄パールスに入団し、プロ野球選手としてのキャリアをスタートさせた。
入団当初は二軍でのプレーが中心であったが、山本静雄コーチの厳しいノックを受けて鍛錬を積み、1958年に一軍初出場を果たした。1959年には58試合に出場し、打率.182、20安打、1打点の成績を残した。当時のチームメイトには、同年代の太田（元大洋）や鎌田（元近鉄）などがいた。
1960年には矢ノ浦国満の加入もあり、出場機会が激減。この年限りで現役を引退した。背番号は51で、後に同番号を背負った土井正博の前任者でもある。また、元気があり、ヤジ将軍でもあったといわれている。背番号は51で土井正博の前に51をつけていた選手でもある。

### 引退後の活動
プロ野球引退後、東本は実業界に転身し、愛知県豊田市に本社を置く有限会社大東工務店を設立。代表取締役として、土木工事や舗装工事などの建設業を手がけ、地域社会のインフラ整備に尽力した。同社は資本金500万円、従業員数7名の体制で、愛知県知事許可（第019525号）を取得し、公共・民間を問わず多様な工事に対応している。